# B-R-Ó BRÓ
O B-R-Ó BRÓ é um fenômeno climático que atinge o sertão nordestino, no Brasil, no último quadrimestre do ano, com maior ênfase no estado do Piauí. O termo tem origem a partir da última sílaba dos meses mais quentes do ano na região, isso é, que compõem o período de ocorrência do fenômeno: setembro, outubro, novembro e dezembro. Durante a época de ocorrência do B-R-Ó BRÓ, as temperaturas podem alcançar valores em torno de 40°C.

## Formação
Durante o período do B-R-Ó BRÓ, a escassez de chuvas e a pouca nebulosidade no estado do Piauí resultam em longas horas de exposição solar, levando as temperaturas a valores próximos a 40°C. A geografia do estado, com a maioria dos municípios situados entre 40 e 70 metros acima do nível do mar, favorece o acúmulo de calor. A capital piauiense, Teresina, é fortemente afetada devido à sua localização entre os rios Parnaíba e Poti, o que contribui para a baixa circulação de ar. Essas condições climáticas criam uma massa de ar quente que impede a entrada de umidade, resultando em um clima ainda mais quente e seco. Os níveis de umidade do ar ficam em torno de 10% a 30%.